# Parlamentswahl in Frankreich 2007
Die Parlamentswahl in Frankreich 2007 fand am 10. und 17. Juni 2007 statt. Dabei wurden alle 577 Sitze der Nationalversammlung neu gewählt.

## Ausgangslage

Karte

Bei den Wahlen traten 7.639 Kandidaten für 577 Sitze an. Nach der ersten Wahlrunde am 19. Juni 2007 wurde eine große Mehrheit für die Präsidentschaftspartei UMP von Nicolas Sarkozy sowie diesen unterstützende Parteien vorhergesagt. In der zweiten Wahlrunde wurde das Rennen hingegen knapper in den Wahlergebnissen und die linken Parteien legten zu. Gleichwohl erreichte die Koalition der Regierungsparteien unter Nicolas Sarkozy eine Mehrheit. Die Wahlen zur Nationalversammlung fanden kurze Zeit nach den französischen Präsidentschaftswahlen 2007 statt.

## Ergebnisse
- PCF: 15
- PS: 186
- PRG: 7
- DVG: 15
- Verts: 4
- REG: 1
- DIV: 1
- MoDem: 3
- NC: 22
- UMP: 313
- MPF: 1
- DVD: 9

| Listen                                       | 1. Wahlgang | 1. Wahlgang | 1. Wahlgang | 2. Wahlgang | 2. Wahlgang | 2. Wahlgang | Mandate Gesamt |
| Listen                                       | Stimmen     | %           | Mandate     | Stimmen     | %           | Mandate     | Mandate Gesamt |
| -------------------------------------------- | ----------- | ----------- | ----------- | ----------- | ----------- | ----------- | -------------- |
| UMP – Union pour un Mouvement Populaire      | 10.289.737  | 39,5        | 98          | 9.460.710   | 46,4        | 215         | 313            |
| SOC – Parti socialiste (PS)                  | 6.436.520   | 24,7        | 1           | 8.624.861   | 42,3        | 185         | 186            |
| MAJ – Nouveau Centre/Majorité présidentielle | 616.440     | 2,4         | 8           | 433.057     | 2,1         | 14          | 22             |
| COM – Parti communiste français (PCF)        | 1.115.663   | 4,3         | 0           | 464.739     | 2,3         | 15          | 15             |
| DVG – Divers gauche                          | 513.407     | 2,0         | 0           | 503.556     | 2,5         | 15          | 15             |
| DVD – Divers droite                          | 641.842     | 2,5         | 2           | 238.588     | 1,2         | 7           | 9              |
| PRG – Parti radical de gauche                | 343.565     | 1,3         | 0           | 333.194     | 1,6         | 7           | 7              |
| VEC – Les Verts                              | 845.977     | 3,3         | 0           | 90.975      | 0,4         | 4           | 4              |
| UDFD – UDF-Mouvement Démocrate (MoDem)       | 1.981.107   | 7,6         | 0           | 100.115     | 0,5         | 3           | 3              |
| MPF – Mouvement pour la France               | 312.581     | 1,2         | 1           | –           | –           | 0           | 1              |
| DIV – Divers                                 | 267.760     | 1,0         | 0           | 33.068      | 0,2         | 1           | 1              |
| REG – Régionaliste                           | 133.473     | 0,5         | 0           | 106.484     | 0,5         | 1           | 1              |
| FN – Front national                          | 1.116.136   | 4,3         | 0           | 17.107      | 0,1         | 0           | 0              |
| EXG – Extrême gauche                         | 888.250     | 3,4         | 0           | –           | –           | 0           | 0              |
| CPNT – Chasse, pêche, nature et traditions   | 213.427     | 0,8         | 0           | –           | –           | 0           | 0              |
| ECO – Écologistes                            | 208.456     | 0,8         | 0           | –           | –           | 0           | 0              |
| EXD – Extrême droite                         | 102.124     | 0,4         | 0           | –           | –           | 0           | 0              |
| Gesamt                                       | 26.026.465  | 100         | 110         | 20.406.454  | 100         | 467         | 577            |
|                                              |             |             |             |             |             |             |                |
| Ungültige Stimmen                            | 495.357     | 1,9         |             | 722.585     | 3,4         |             |                |
| Wähler                                       | 26.521.822  | 60,4        |             | 21.129.039  | 60,0        |             |                |
| Wahlberechtigte                              | 43.895.833  |             |             | 35.225.248  |             |             |                |
|                                              |             |             |             |             |             |             |                |
| Quelle: Vie-publique.fr                      |             |             |             |             |             |             |                |

### Zusammensetzung der 13. Nationalversammlung
- Linke: 24
- Sozialisten: 204
- Fraktionslose: 6
- Neues Zentrum: 23
- UMP: 320

| Fraktion | Fraktion                                                                              | Vorsitzender         | Parteien                                                                                              | Sitze | Zugewandte (Apparentés) | Insgesamt |
| -------- | ------------------------------------------------------------------------------------- | -------------------- | --- | ----- | ----------------------- | --------- |
|          | UMP-Gruppe (Union pour un Mouvement Populaire)                                        | Jean-François Copé   | UMP, Divers droite                                                                                    | 314   | 6                       | 320       |
|          | Sozialisten, Radikale und Staatsbürger-Gruppe (Groupe socialiste, radical et citoyen) | Jean-Marc Ayrault    | PS, PRG, Divers gauche, MRC                                                                           | 186   | 18                      | 204       |
|          | Demokratische und republikanische Linke (Gauche démocrate et républicaine)            | Jean-Claude Sandrier | PCF, Parti de gauche, Les Verts, Mouvement Indépendantiste Martiniquais, Parti communiste réunionnais | 24    | 0                       | 24        |
|          | Neues Zentrum-Präsidentielle Mehrheit (Nouveau Centre-Majorité Présidentielle)        | François Sauvadet    | Nouveau Centre - Parti social liberal européen, divers droite                                         | 20    | 3                       | 23        |
|          | Fraktionslos                                                                          |                      | MoDem, DLR, MPF                                                                                       | 6     | 0                       | 6         |
|          | Insgesamt:                                                                            | Insgesamt:           | Insgesamt:                                                                                            | 551   | 26                      | 577       |